# 교육실습
교육실습(敎育實習)은 사범대학이나 교육대학교, 교직과정을 이수한 학생들이 실제 근무할 현장에서 하는 실질적인 연습을 말한다. 사범대학이나 교직과정을 이수한 학생들의 경우 중등학교에서, 교육대학교의 학생들은 초등학교에서 실습을 하게 된다. 흔히 교육실습생을 '교생'으로 줄여부르고 교육실습을 '교생실습'이라 부르기도 하는데, 교생실습이라 부르는 것은 잘못이다.
실습은 지도교사의 책임 아래 이루어지며, 학교에서의 교직생활이나 수업 참관등을 주로 한다. 또한 실습생은 지도교사와 함께 학급경영, 학생지도 등을 연습한다. 후반기에는 실제 수업을 진행하기도 하는데, 이 모든 결과를 총합하여 지도교사가 교육실습생을 평가한다.
교육실습은 대개 2학점을 부여하여 교직과정에 포함하며, 교직과정 총 이수학점에 포함한다.